# Polyclinum macrophyllum
Polyclinum macrophyllum är en sjöpungsart som beskrevs av Wilhelm Michaelsen 1919. Polyclinum macrophyllum ingår i släktet Polyclinum och familjen klumpsjöpungar. Inga underarter finns listade i Catalogue of Life.